# Екельчик, Сергей Александрович
Серге́й Еке́льчик (англ. Serhy Yekelchyk; 13 ноября 1966; Киев, УССР, СССР) — канадский историк украинского происхождения. Специалист по истории Советского Союза и национальных отношений.

## Образование и профессиональная деятельность
В 1989 году окончил исторический факультет Киевского университета, в 1992 — аспирантуру Института истории НАН Украины, защитив кандидатскую диссертацию «Современная англоязычная историография общественно-политических движений и национально-освободительной борьбы на Украине периода капитализма» (научный руководитель — докт. ист. наук Виталий Сарбей).
В 1995—2000 годах — докторант Альбертского университета (Канада). Защитил диссертацию доктора философии (в области истории) «История, культура и идентичности в период расцвета сталинизма: Советская Украина, 1938—1953» («History, Culture, and Identity under High Stalinism: Soviet Ukraine, 1938—1953») (2000, научный руководитель — профессор Джон-Пол Химка).
Глава департамента славистики и германистики в Университете Виктории (Канада). В 2000—2001 годах преподавал в Мичиганском университете (США).

## Книги
- Stalin’s Empire of Memory: Russian-Ukrainian Relations in the Soviet Historical Imagination. — Toronto: University of Toronto Press, March 2004. ISBN 1-86064-504-6.
  - Империя памяти: российско-украинские отношения в советском историческом воображении / пер. с англ. Николай Климчук и Кристина Чушак. — К., 2008. — ISBN 966-8978-08-0.
- Ukraine: Birth of a Modern Nation. New York: Oxford University Press, 2007. ISBN 978-0-19-530546-3.
  - История Украины: рождение современной нации / Пер. с англ. — К.: Laurus, 2011.
  - История Украины: становление современной нации / пер. с англ. Николай Климчук. — К., 2010. — ISBN 978-966-2141-24-5.
- Украинофилы: мир украинских патриотов второй половины XIX века. — Киев, 2010. — 272 с. (сборник статей)
- Stalin’s Citizens: Everyday Politics in the Wake of Total War. Oxford, New York: Oxford University Press, 2014.
- The conflict in Ukraine. What everyone needs to know. Oxford University Press, 2015. ISBN 978-0-19-023727-1.

## Статьи
- Соединяя прошлое и будущее: украинское историописания после обретения независимости // Historians.in.ru — 27.08.2013
- Первый кандидат и его верные дети: Как выдвигали в депутаты в послевоенном Киеве // Historians.in.ru — 20.10.2014
- Почему Донбасс? Почему Крым? // Historians.in.ru — 05.03.2016 (отрывки из книги «The conflict in Ukraine»)

### Интервью
- Сергей Екельчик: «Было бы очень полезным привить в Украине качественную мікроісторію» // Historians.in.ru — 18.07.2014
- Сергей Екельчик: «Если „колониальный“, значит мы не были ответственны за прошлое» // Korydor. — 19.10.2016.

### Рецензии
- Кралюк П. За что мы любим Богдана? Рец. на кн.: Сергей Екельчик. Империя памяти: российско-украинские отношения в советском историческом воображении. Киев, 2008.
- Кислая Ю. Рец. на кн.: Serhy Yekelchyk. Stalin’s Empire of Memory. Russian-Ukrainian Relations in the Soviet Historical Imagination. Toronto, 2004 // Украина модерна. — 2008. — № 13. — С 309—315. (недоступная ссылка)
- Кирчанов М. Рец. на кн.: Serhy Yekelchyk. Stalin’s Empire of Memory: Russian-Ukrainian Relations in the Soviet Historical Imagination. Toronto, 2004 // Ab Imperio. — 2006. — № 1. — C. 424—429.